# Juraj Kaniški
Juraj Kaniški (Kanižaj) (lat. Georgius de Kanisa, mađ. Kanizsai György) (? — ?, 1509./10.), ugarski velikaš, hrvatski ban (1498. – 1499. i 1508. – 1509.) i jajački ban iz plemićke obitelji Kaniški.

## Životopis
Kralj Vladislav II. Jagelović imenovao ga je banom i senjskim kapetanom 1497. godine, nakon što je razriješio Ivaniša Korvina banske dužnosti. Bansku čast je obnašao do 1499. godine, kada se kralj nagodio s Korvin i opet ga imenovao banom Hrvatske, Dalmacije i Slavonije. Godine 1502. imenovan je beogradskim banom te je 1505. godine planirao sa srpskim despotom i hrvatskim velikašem Ivanom Berislavićem Grabarskim († 1514.) napad na Smederevo. Međutim, Turci su doznali njihove namjere i plan je propao, nakon čega su se njih dvojica stali međusobno optuživati i pustošiti jedan drugome imanja.
Godine 1508. ponovno je imenovan hrvatskim banom, ovaj put zajedno s Ivanom Ernuštem Čakovečkim.